# Уст Камчатск
Уст Камча́тск (на руски: Усть-Камчатск) е посьолок (от 1951 до 2008 г. – селище от градски тип) в Камчатски край, Русия. Разположен е на източния бряг на полуостров Камчатка, на устието на река Камчатка. Административен център е на Уст Камчатски район. Към 2016 г. населението му е 4040 души.

## История
Селището е основано през 1731 г. под името Уст Приморски. През 1820-те години е вече пристанище, а през 1890 г. е преименувано на Уст Камчатск. Получава статут на селище от градски тип през 1951 г., но го губи през 2008 г., тъй като уби икономическия си потенциал.

## Население
| 1959 | 1970   | 1979   | 1989   | 2002 | 2007 | 2010 | 2016 |
| ---- | ------ | ------ | ------ | ---- | ---- | ---- | ---- |
| 9941 | 11 433 | 16 326 | 13 611 | 5231 | 4268 | 4352 | 4040 |

## Климат
Климатът в Уст Камчатск е субарктичен. Средната годишна температура е -0,4 °C, а средното количество годишни валежи е 698 mm.
| Климатични данни за Уст Камчатск   | Климатични данни за Уст Камчатск | Климатични данни за Уст Камчатск | Климатични данни за Уст Камчатск | Климатични данни за Уст Камчатск | Климатични данни за Уст Камчатск | Климатични данни за Уст Камчатск | Климатични данни за Уст Камчатск | Климатични данни за Уст Камчатск | Климатични данни за Уст Камчатск | Климатични данни за Уст Камчатск | Климатични данни за Уст Камчатск | Климатични данни за Уст Камчатск | Климатични данни за Уст Камчатск |
| Месеци                             | яну.                             | фев.                             | март                             | апр.                             | май                              | юни                              | юли                              | авг.                             | сеп.                             | окт.                             | ное.                             | дек.                             | Годишно                          |
| Средни максимални температури (°C) | −8,1                             | −7,2                             | −4,3                             | 0,4                              | 5,7                              | 11,8                             | 15,4                             | 16,0                             | 12,8                             | 6,3                              | −1,5                             | −6                               |                                  |
| Средни температури (°C)            | −11,9                            | −11,1                            | −8,7                             | −3,4                             | 2,0                              | 7,2                              | 11,3                             | 12,1                             | 9,0                              | 3,0                              | −4,8                             | −9,7                             |                                  |
| Средни минимални температури (°C)  | −15,7                            | −15                              | −13                              | −7,1                             | −1,6                             | 2,7                              | 7,2                              | 8,2                              | 5,2                              | −0,2                             | −8,1                             | −13,3                            |                                  |
| Средни месечни валежи (mm)         | 81                               | 66                               | 62                               | 34                               | 36                               | 36                               | 40                               | 77                               | 62                               | 67                               | 67                               | 70                               |                                  |
| ---------------------------------- | -------------------------------- | -------------------------------- | -------------------------------- | -------------------------------- | -------------------------------- | -------------------------------- | -------------------------------- | -------------------------------- | -------------------------------- | -------------------------------- | -------------------------------- | -------------------------------- | -------------------------------- |
| Източник: Climate-Data             |                                  |                                  |                                  |                                  |                                  |                                  |                                  |                                  |                                  |                                  |                                  |                                  |                                  |

## Икономика
В селището работят морско пристанище, рибен комбинат и дървообработващи предприятия. Произвежда се и вятърна енергия – през 2013 г. е пусната първата турбина с мощност 275 kW, адаптирана за работа при -40 °C. На 8 km източно от селището е разположено летище, построено през 1937 г.